# トレーラーバス

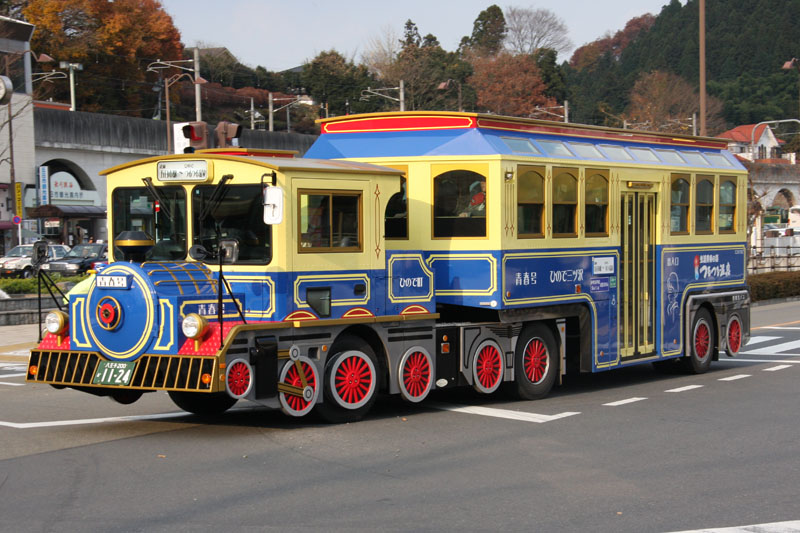
西東京バス「青春号」（C20782）

トレーラーバスとは、牽引自動車型のバス車両である。動力をもつトレーラーヘッドが客車を引く。幌で繋がれた連節式とは異なり、トレーラーバスではトレーラーヘッドと被牽引車（トレーラー）の間の行き来はできない。
車両の輸送効率は1台当たりの床面積が広いほど高まるが、道路を走る場合、取り回しを考慮すると車体の全長や全幅をむやみに拡大することは出来ない。そのため、解決策として、車体を長くしたトレーラーバスや連節バス（連接バス）、高さ方向に答えを求めた二階建てバスが生まれた。

## 種類

### セミトレーラー型

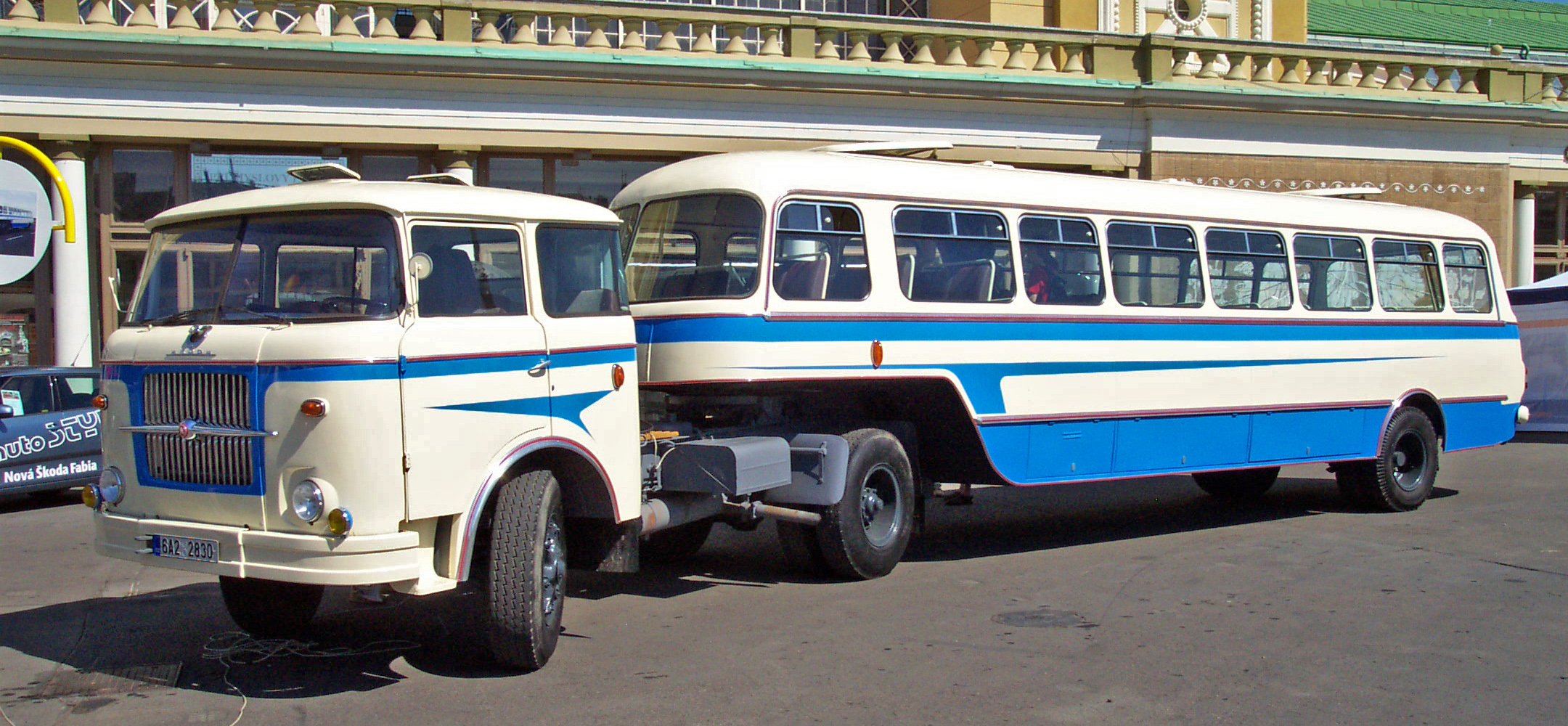
シュコダ・706 RTTNトラクターと Karosa・NO 80トレーラー

トレーラーの前部をトラクターの第五輪に載せ、連結する方式。全長の割に最小回転半径が小さく、自由な後退も可能といった利点があるが、第五輪部分にかかる客室の床は非常に高くなる。貨物車とは異なり、整備など特別の場合を除き、営業時に分離されることはない。
日本では第二次世界大戦後、復員兵の帰還や引揚者の帰国、復興に伴う経済成長などによりバスの需要が増大し、混雑を緩和するために進駐軍払い下げの軍用トレーラーを改造してセミトレーラーバスが作られた。当時のトレーラーバスは全て解体され現存しない。なお、名古屋市交通局などでは輸送力対応のため、トロリーバスのトレーラーバスが作られたほか、ボンネット型のトラクター以外に、キャブオーバー型を採用したトレーラーバスも使われたようで、宮城バス（のち宮城交通・ミヤコーバスの一部）の社史などに写真が掲載された例がある。
日本の量産車では日野自動車のT11B型+T25型 - T13B型+T26型（T26A型）の例がある（ふそうについては資料が無く不明）。
日本国内で唯一の定期運行トレーラーバスだった、西東京バス五日市営業所（武蔵五日市駅 - つるつる温泉の区間）の「青春号」が、車両の老朽化に伴う故障頻発と部品調達難のため、2023年3月31日をもって引退。所有する同町が売却先を公募している。

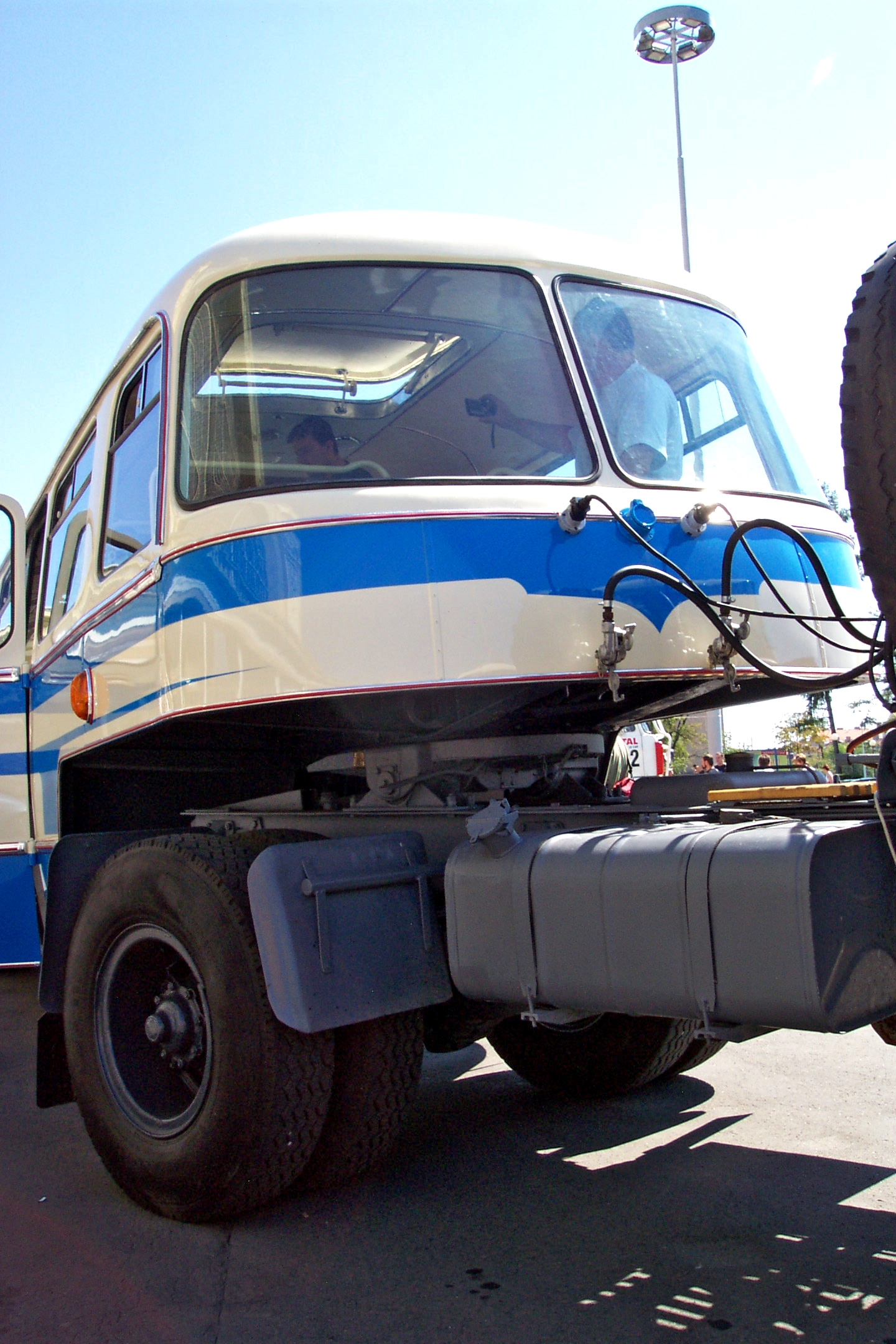
シュコダ・706 RTTNの第五輪部
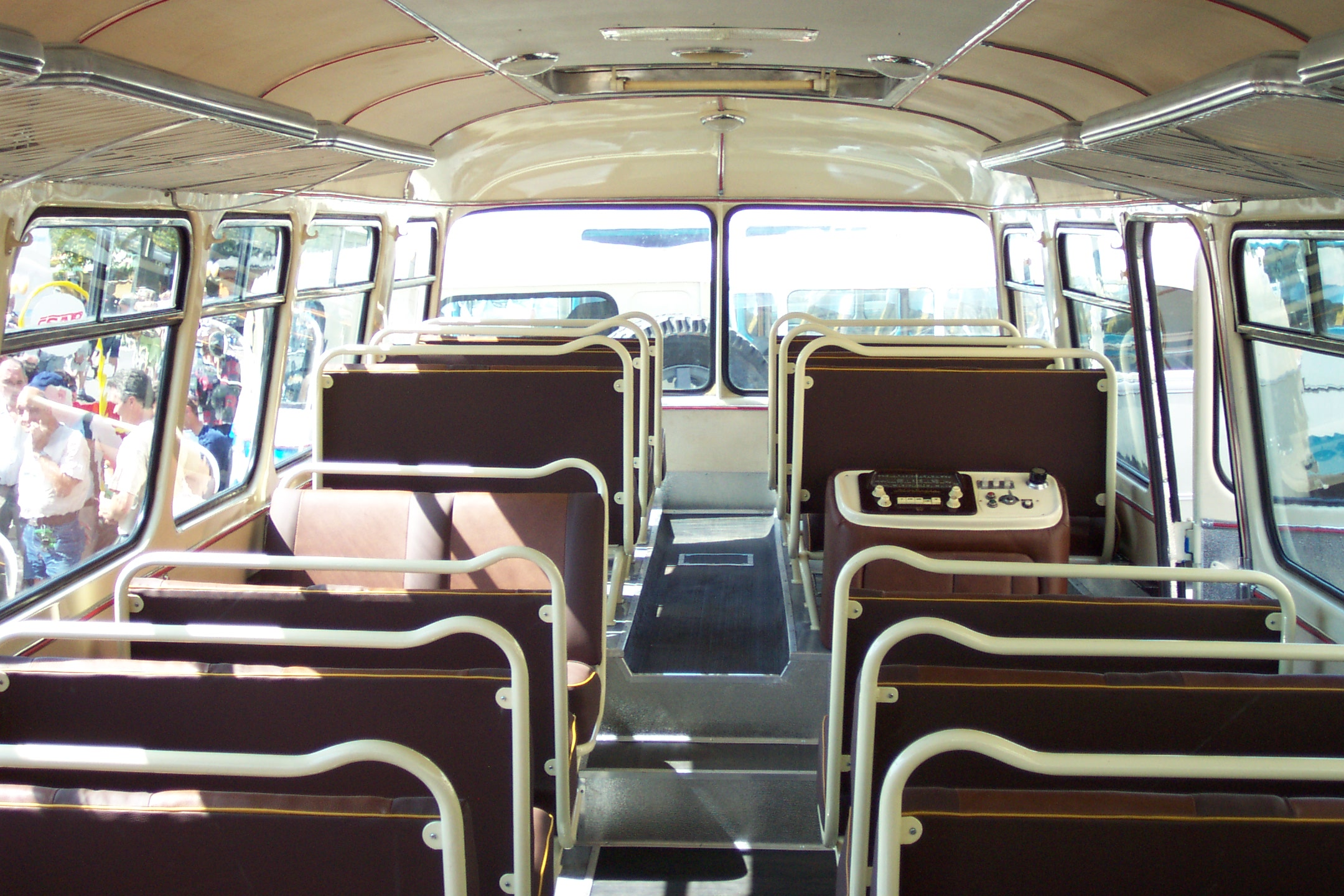
Karosa・NO 80トレーラーの室内前部 床段差部の座席は後向きとなっている
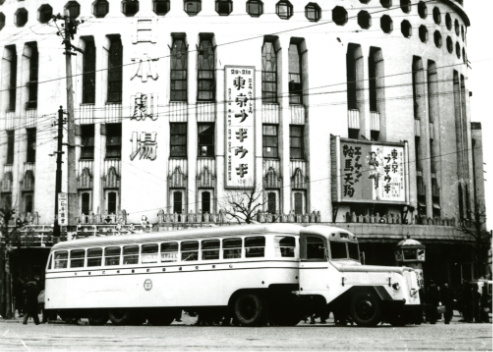
日野・T11B型+T25型
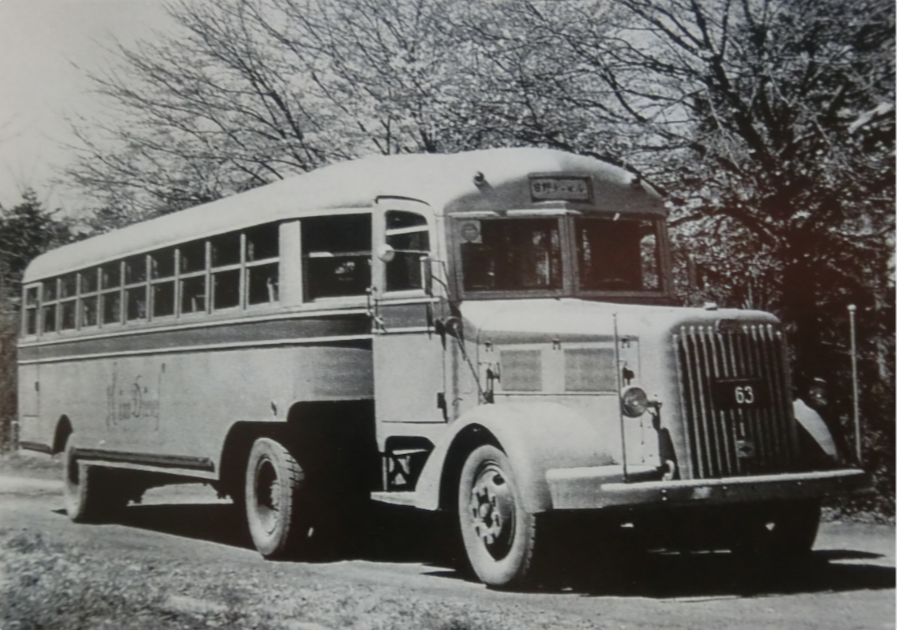
日野・T13B型+T26型

#### 横須賀トレーラーバス火災事故
1950年（昭和25年）4月14日、神奈川県横須賀市の県道鎌倉三崎線（現・国道134号）を走行中の京浜急行電鉄（現・京浜急行バス）が運行するトレーラーバス（日野自動車製）で客車が全焼する事故が発生。乗客50人のうち死者17人。構造的に運転席と客席が分離されており、運転士が火災に気付くのが遅れたことから安全性に疑問が持たれたこと、さらに単車大型バスの量産が本格化したことから、トレーラーバスは使われなくなった。

### フルトレーラー型

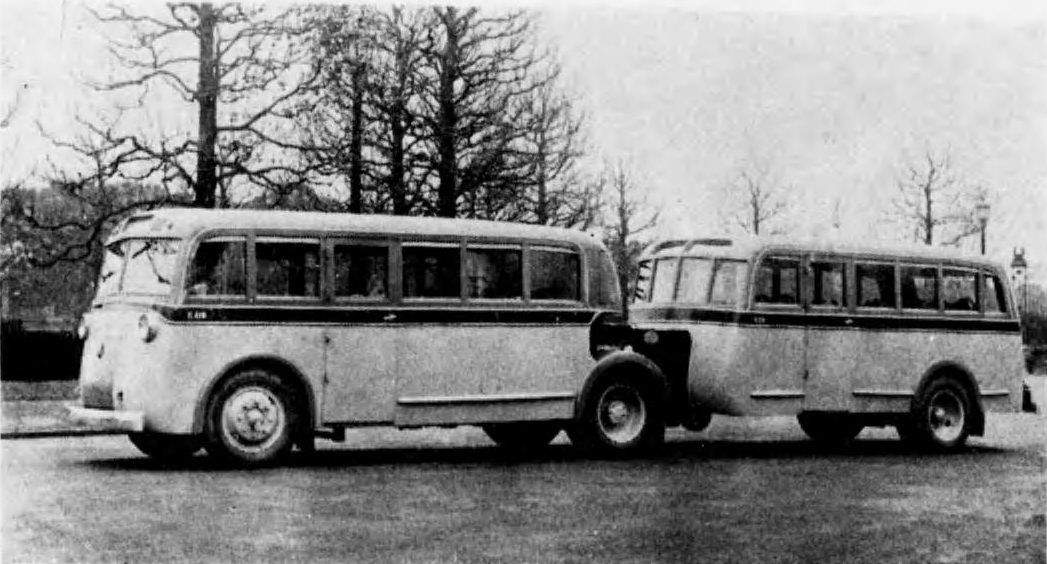
鉄道省省営バスの旅客けん引自動車（1936年）

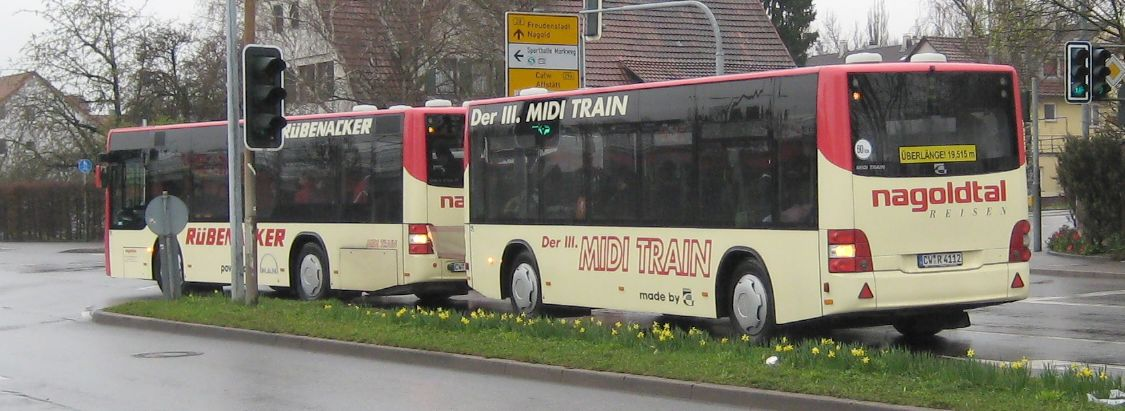
ゲッペル・ミディトレイン
（Göppel Miditrain）
親・子の車体は共通設計
親車が大型のマキシトレインもある

親子電車と同じ発想の車両で、通常車体のバスにトウバー（連結棒）でトレーラーを連結する方式。閑散時は「親車」のみで営業し、多客時にトレーラーを連結する場合もある。これには解結・開放作業が伴うが、限られた乗務員数や便数で波動輸送への対応が可能となり、運行経費の低減につながる。
日本では鉄道省が路線バスで貨客輸送を行うため荷物用トレーラーを牽引する13人乗りバストラクターを1932年（昭和7年）に開発し、次いで1936年（昭和11年）に29人乗りの附随車を牽引するバストレーラーを開発した。
戦後にも都営バスが進駐軍払い下げのGMCトラック改造バスで遊休車を牽引し、親子バスと呼称した例がある。
ヨーロッパで運用されたフルトレーラー型は多くの場合、「親」と「子」の車体は共通設計である。「子」となるトレーラーは2軸以上で、前輪にはトウバーに連動した操向機構を持つ。その構造上、後退時にトレーラーの向きをコントロールすることは非常に難しい。空気ブレーキ用の圧縮空気と、室内照明やクーラー、灯火類の電源は「親」から供給される。暖房の熱源となるエンジンを持たない「子」は、燃焼式ヒーターなどを装備する必要がある。
トレーラーのみを製作するメーカー（コーチビルダー）もあり、東欧ではディーゼルエンジンのバスと、トロリーバスでトレーラーを共用する例も見られる。
ドイツのゲッペル社（独語版）製を例とすると、最近のものは連結作業もワンマン運転に対応しており、カメラとモニター画面によって運転手が一人で連結することが可能で、専用の作業員を不要としている。また、安全対策として、「親」と「子」の間の歩行者の通り抜けによる事故を防止するため、「ブロッカーストリップス」というロールスクリーンを装備している。
前述のとおり、車両間の通り抜けによる事故が増加したため、西ドイツでは1960年にフルトレーラーバスの運行が禁止されており、それ以降、輸送力の増大、ワンマン運転化、コスト削減などは全て連節バスで対応している。

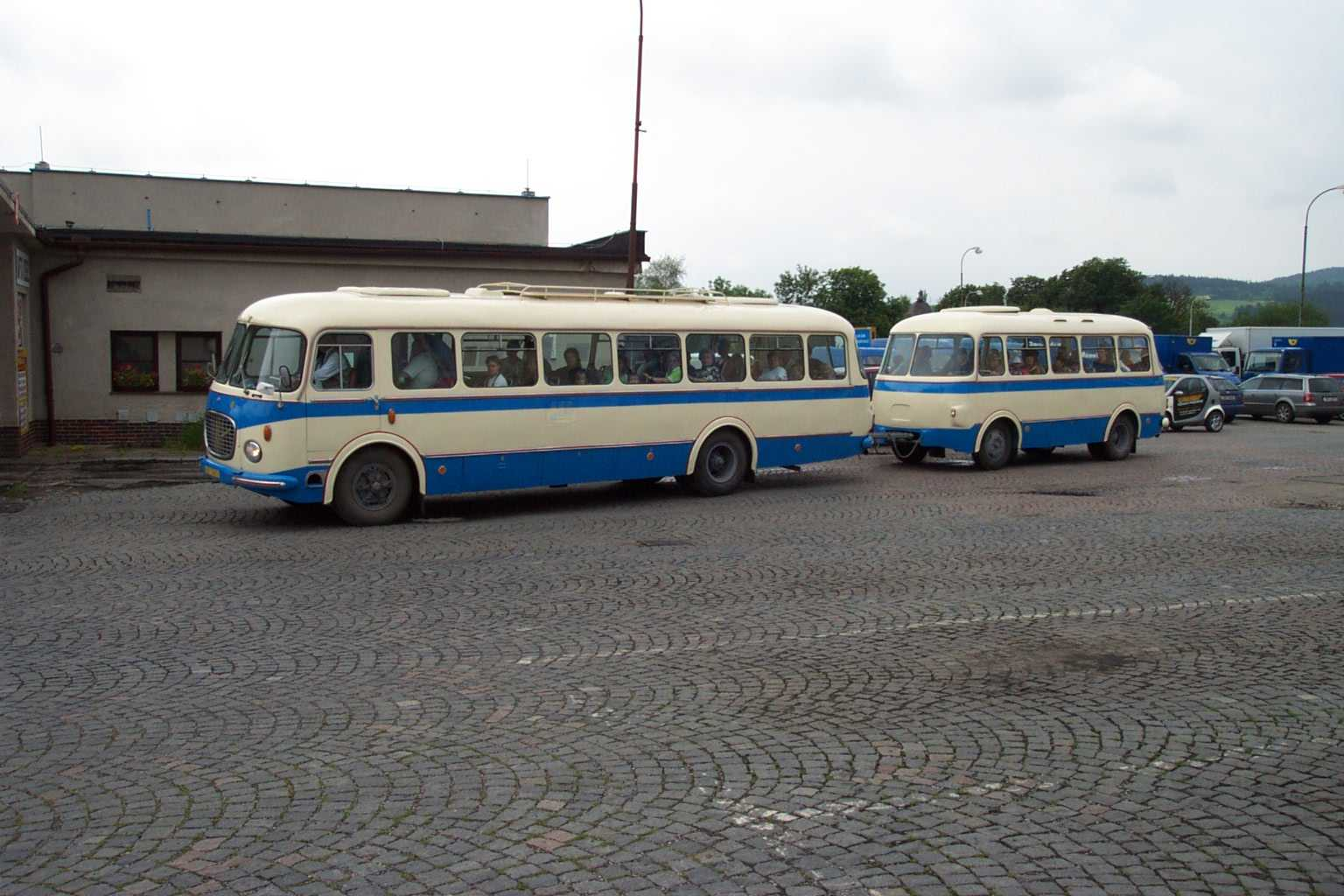
シュコダ・706 RTO KAR 親・子の車体は共通設計
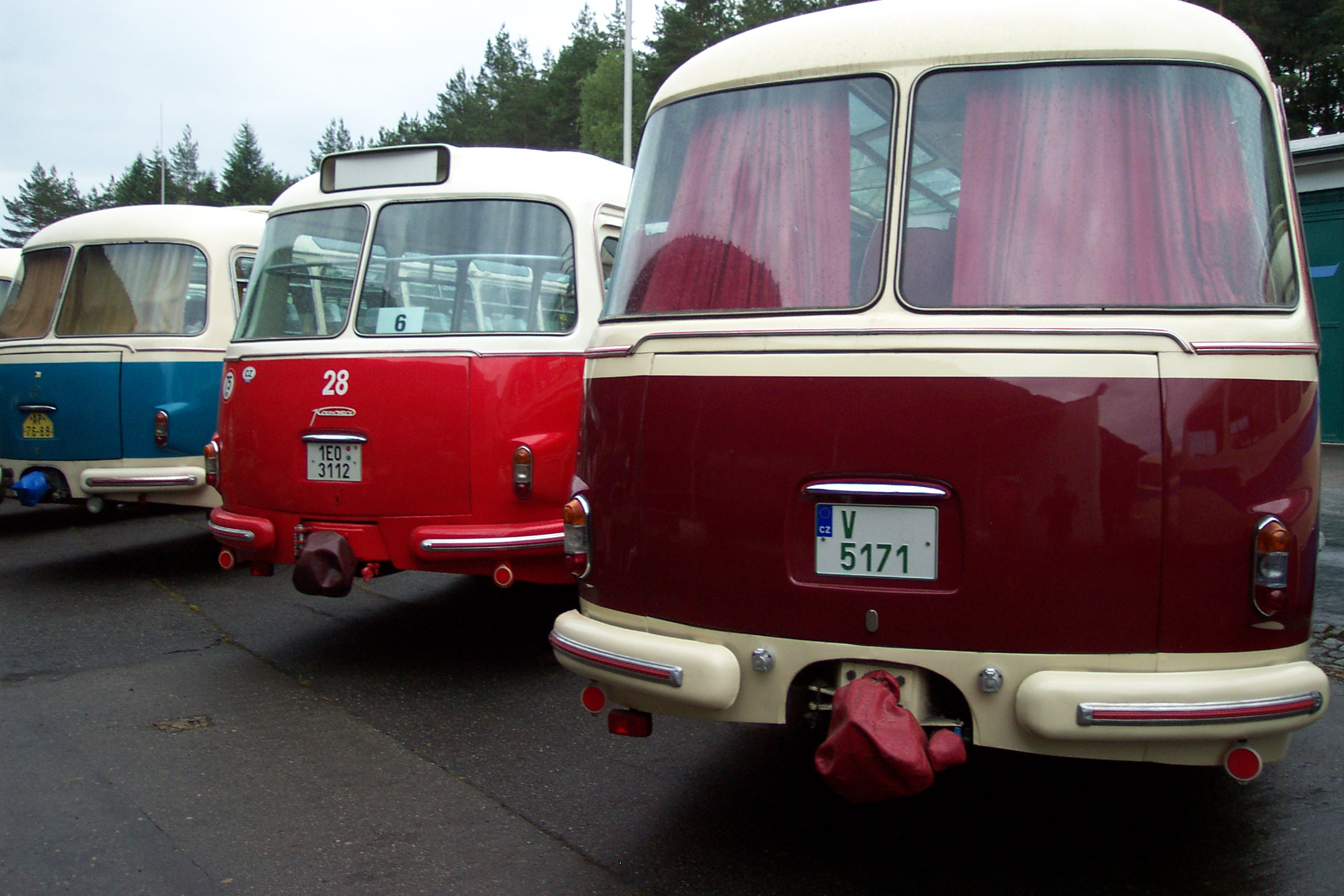
706 RTO（リア） トレーラー用カプラーを持つ
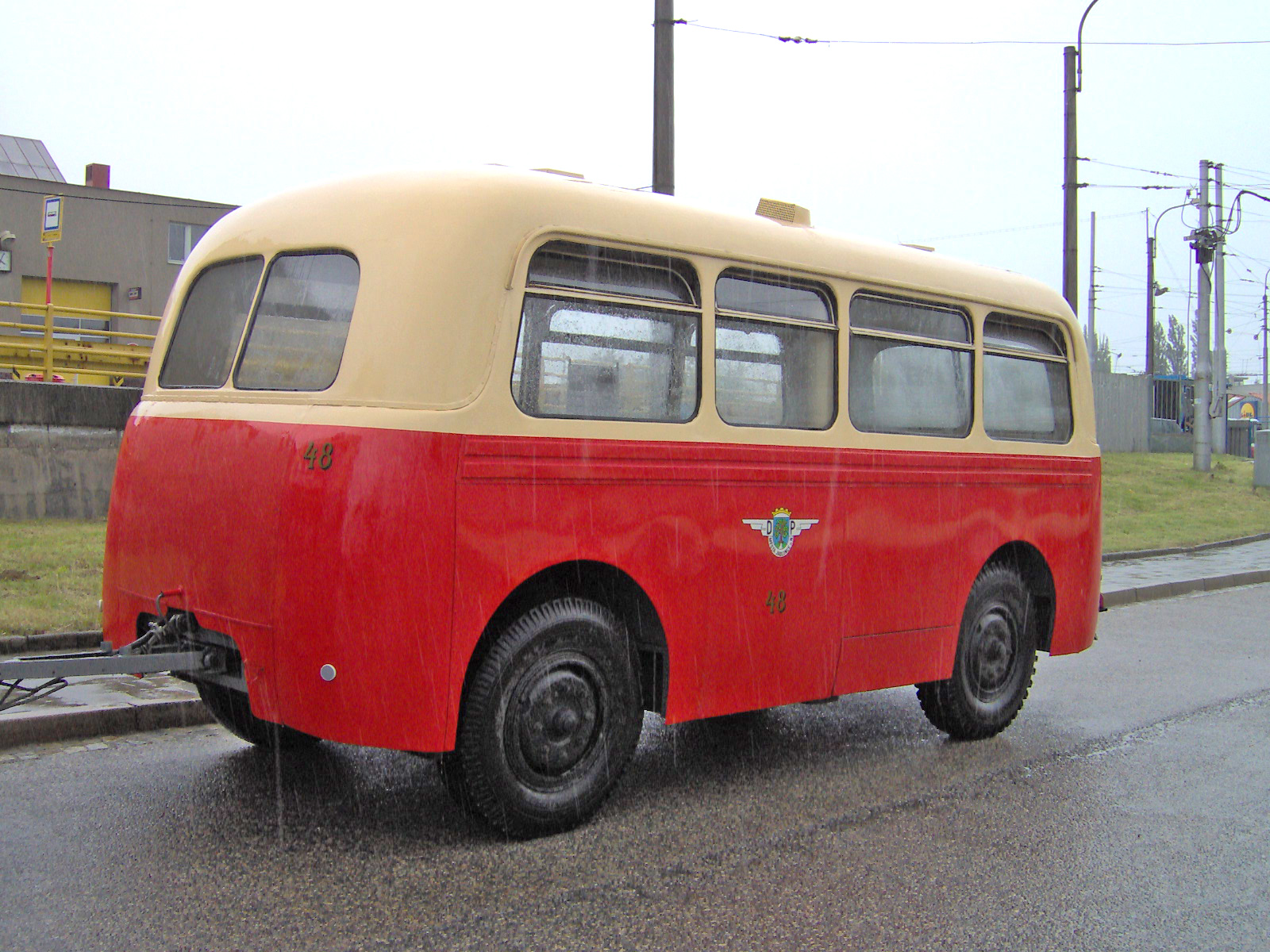
Karosa B 40
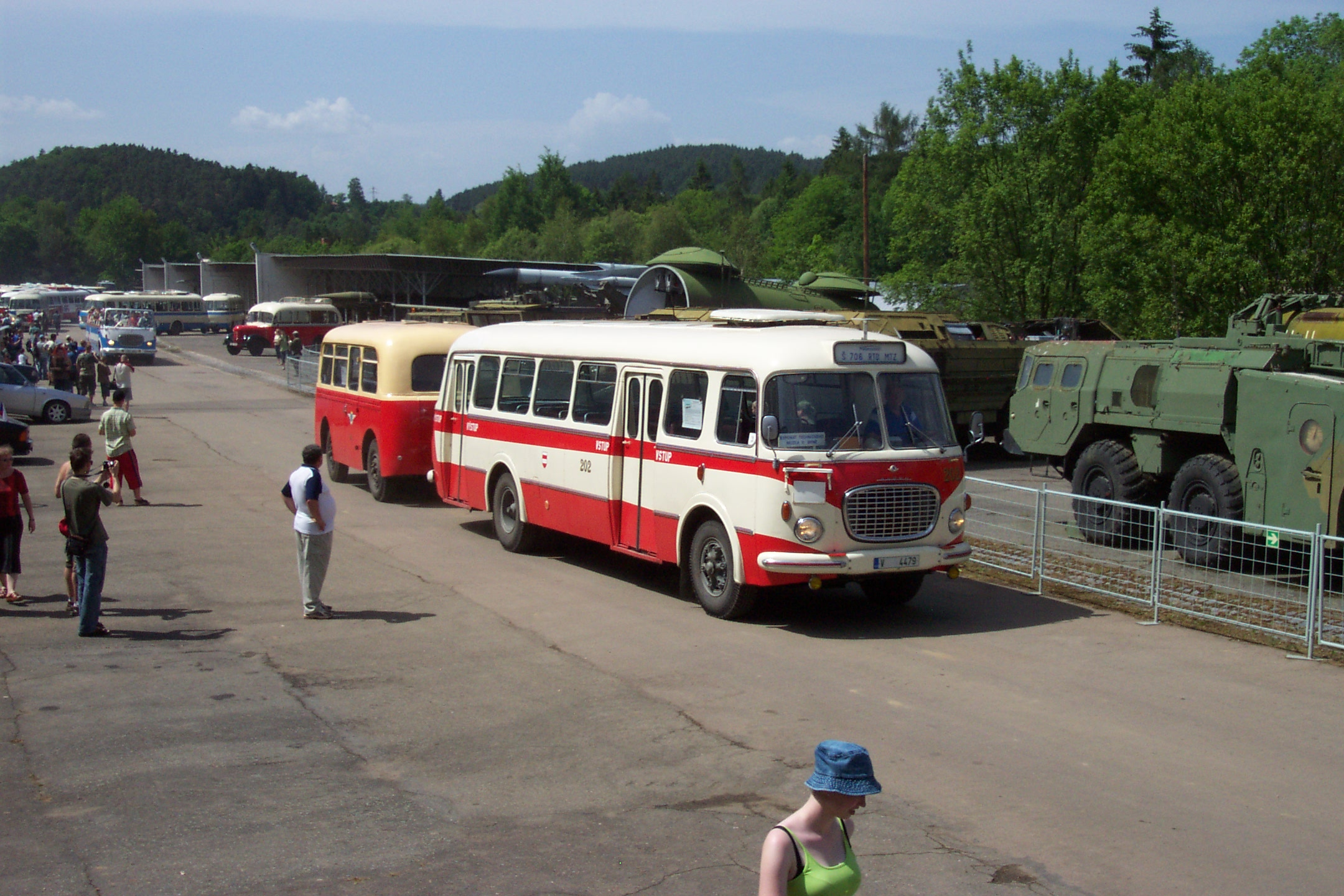
ディーゼルバス + B40 親はシュコダ・706 RTO MTZ
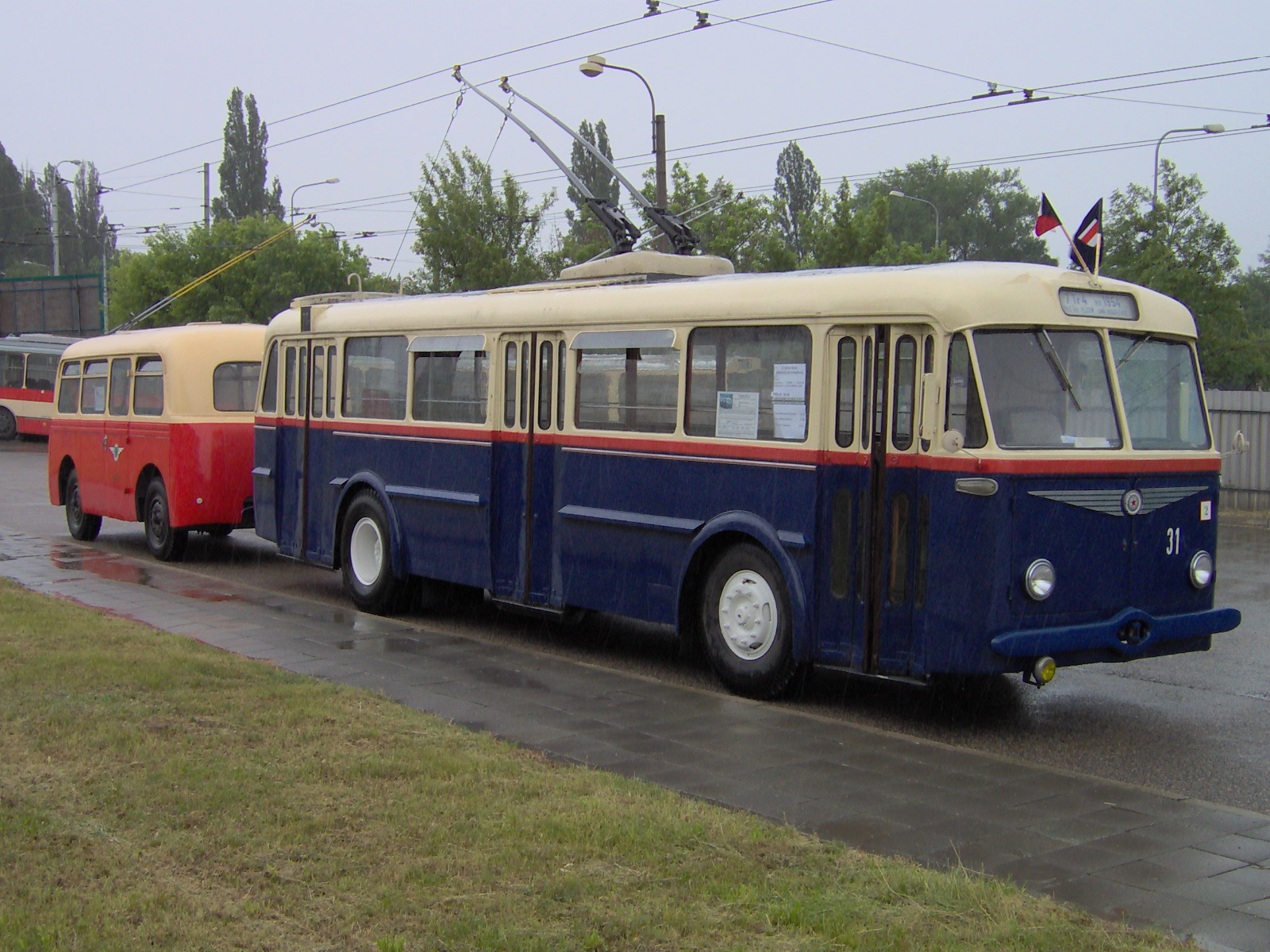
トロリーバス + B40 親はシュコダ・7Tr